# جی‌ام کره

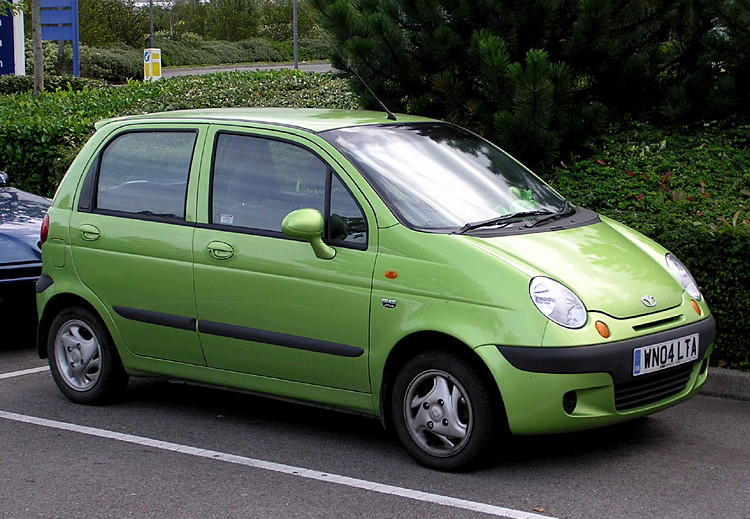
خودروی جی‌ام دوو ماتیز

شرکت جی‌ام کره (به انگلیسی: GM Korea Company) دومین شرکت بزرگ خودروسازی کرهٔ جنوبی و شرکت تابعه‌ای از جنرال موتورز می‌باشد. پیشینهٔ جی‌ام کره به دوو می‌رسد که در سال ۲۰۰۱ از شرکت مادر خود، گروه دوو جدا شد.
این شرکت برای نخستین بار در سال ۱۹۳۷ میلادی با نام موتور ملی در کره جنوبی آغاز به کار کرد. در سال ۱۹۶۲ میلادی، نام این شرکت به سائِنارا موتورز تغییر کرد. در سال ۱۹۶۵، سائنارا موتورز توسط صنایع شینجین خریداری شد. پس از همکاری با شرکت تویوتا نام سائنارا موتورز به شینجین موتورز تغییر یافت.
در سال ۱۹۷۲ میلادی شرکت تویوتا از این کار عقب‌نشینی کرد و شینجین موتور در پی آن درآمد که سهام شینجین موتورز را به شرکت جنرال موتورز بفروشد و نام شرکت مشترک را جنرال موتورز کره بگذارند؛ اما در سال ۱۹۷۶ نام این شرکت به سائهان موتورز تغییر کرد. در سال ۱۹۸۲، بعد از اینکه گروه دوو کنترل این شرکت را بدست آورد، نام این شرکت به دوو موتورز تغییر کرد. بعد از مدت کوتاهی در سال ۱۹۹۰ این شرکت شروع به توسعه خود در سراسر جهان کرد. تا سال ۱۹۹۶ تمام مدل‌های این شرکت از روی مدل‌های جنرال موتورز برداشته شده بود.
در سال ۲۰۰۱ جنرال موتورز تصمیم گرفت که بیشتر سهام شرکت دوو موتورز را خریداری کند بنابراین نام این شرکت به جی‌ام دوو تغییر کرد. این شرکت کار خود را در ۱۷ اکتبر سال ۲۰۰۲، همراه با جنرال موتورز و شریکانش از جمله سوزوکی و شرکت صنایع خودروی شانگهای که ۶۶٫۷٪ این شرکت را به ارزش ۴۰۰ میلیون دلار در دست داشتند، آغاز کرد.

## نگارخانه

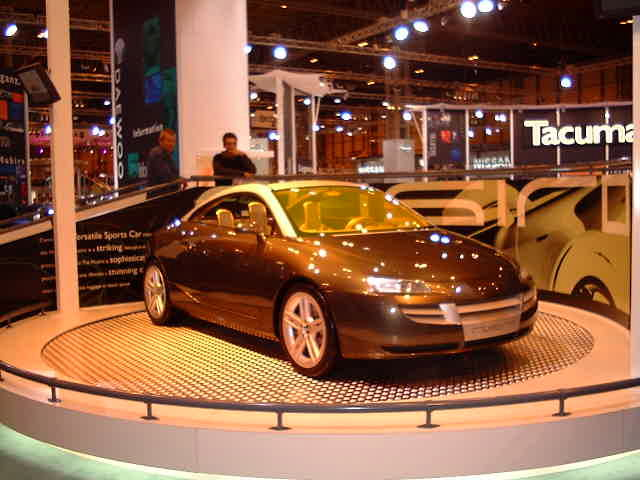
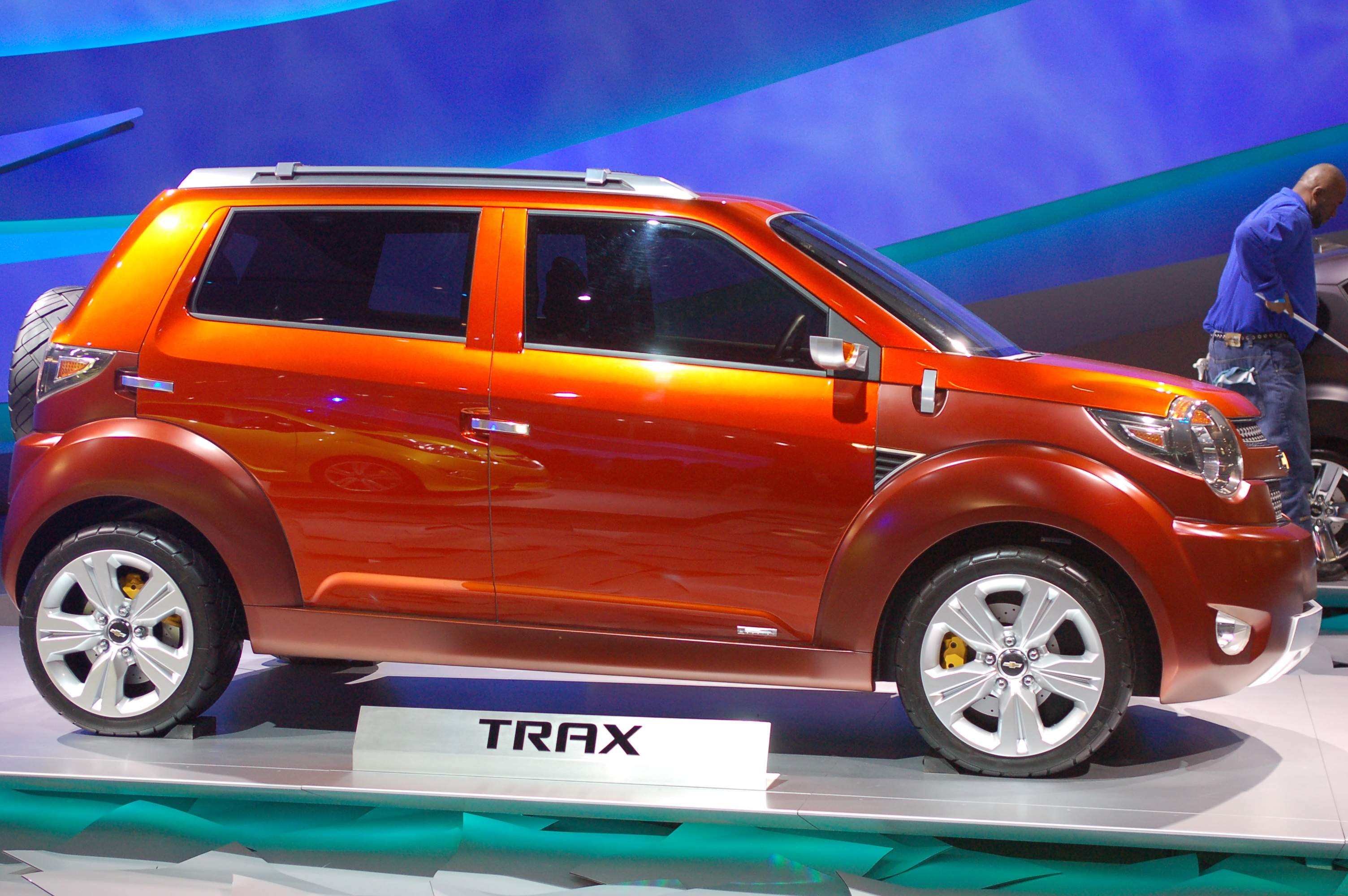
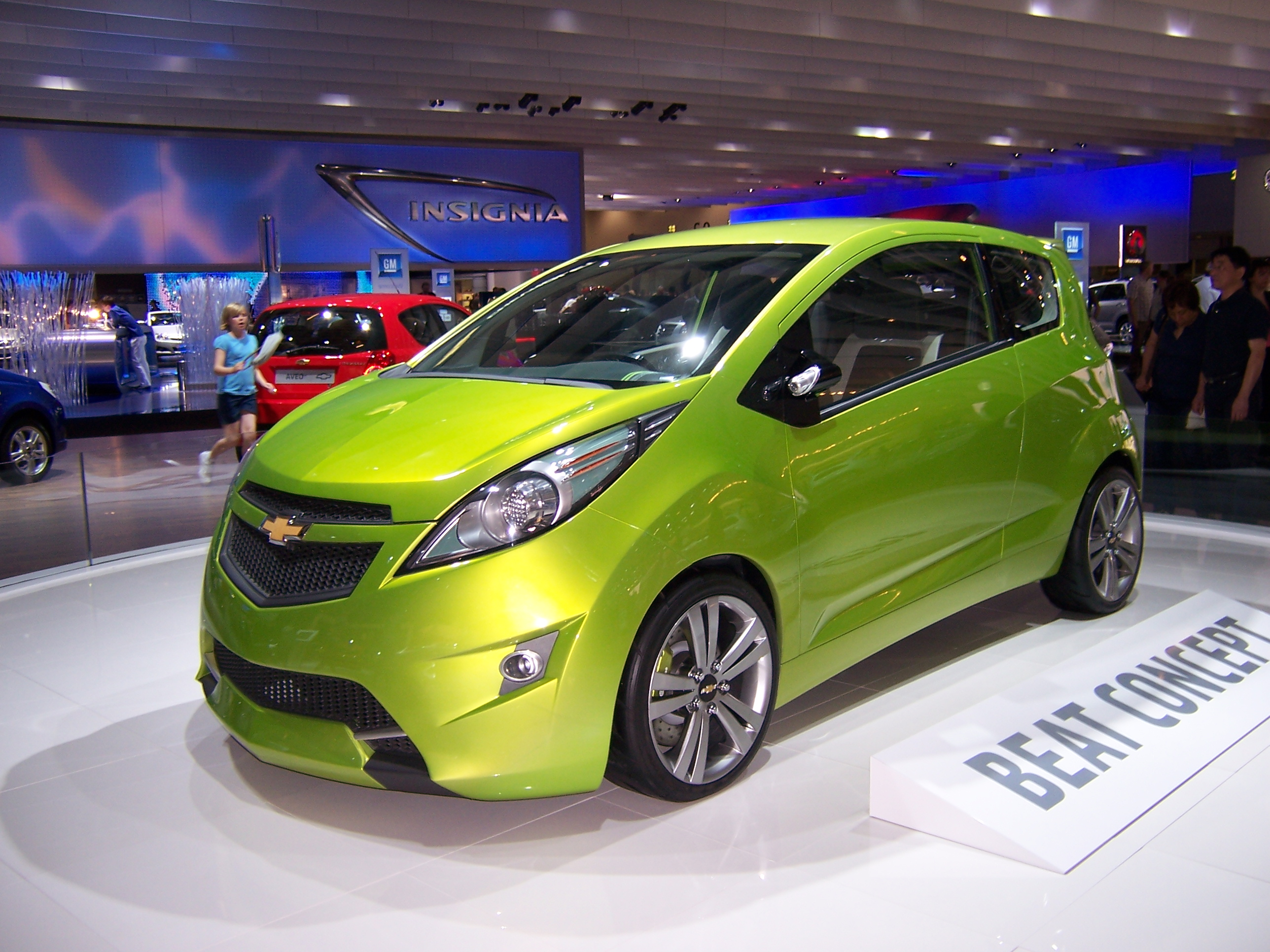
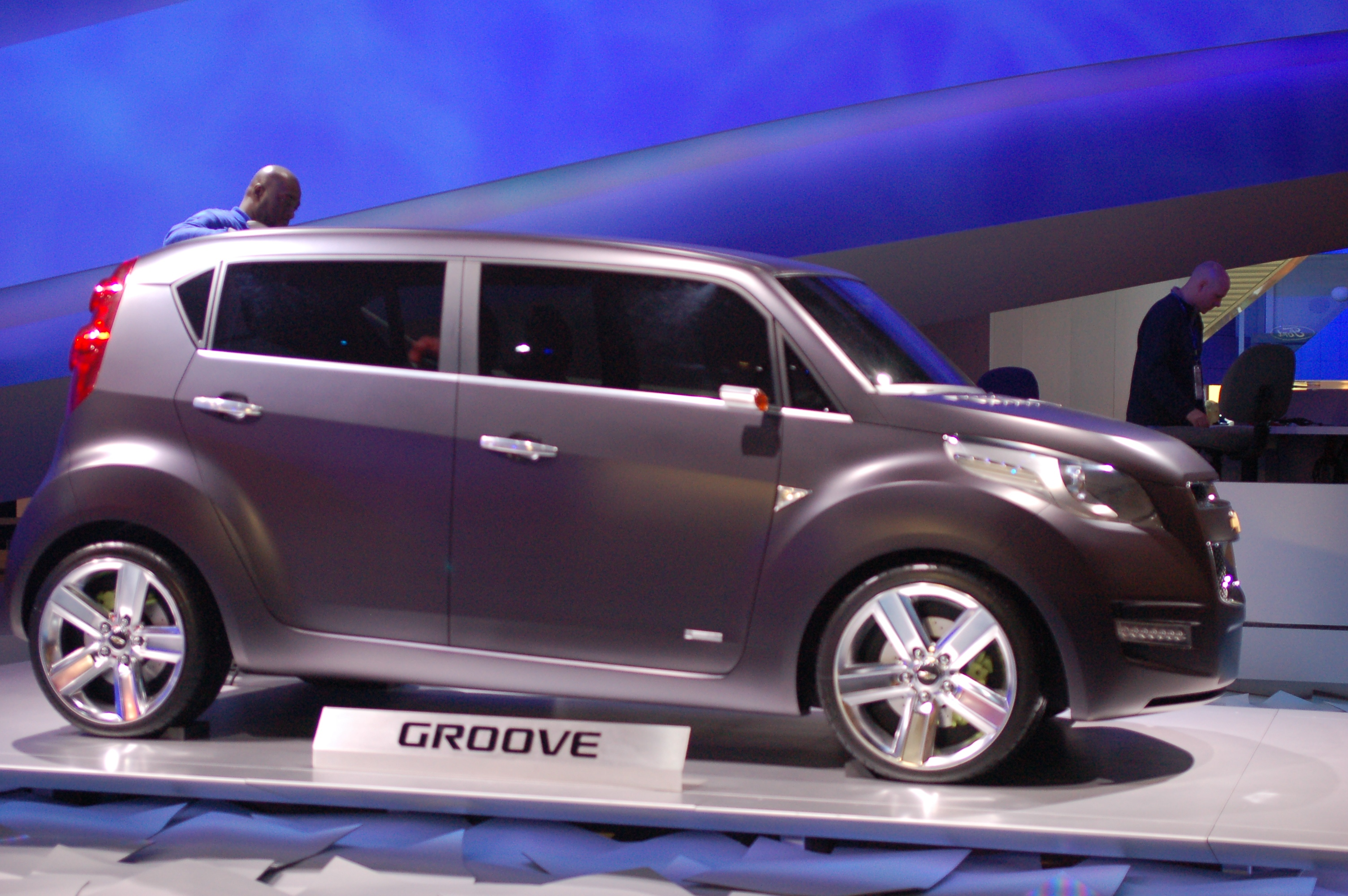
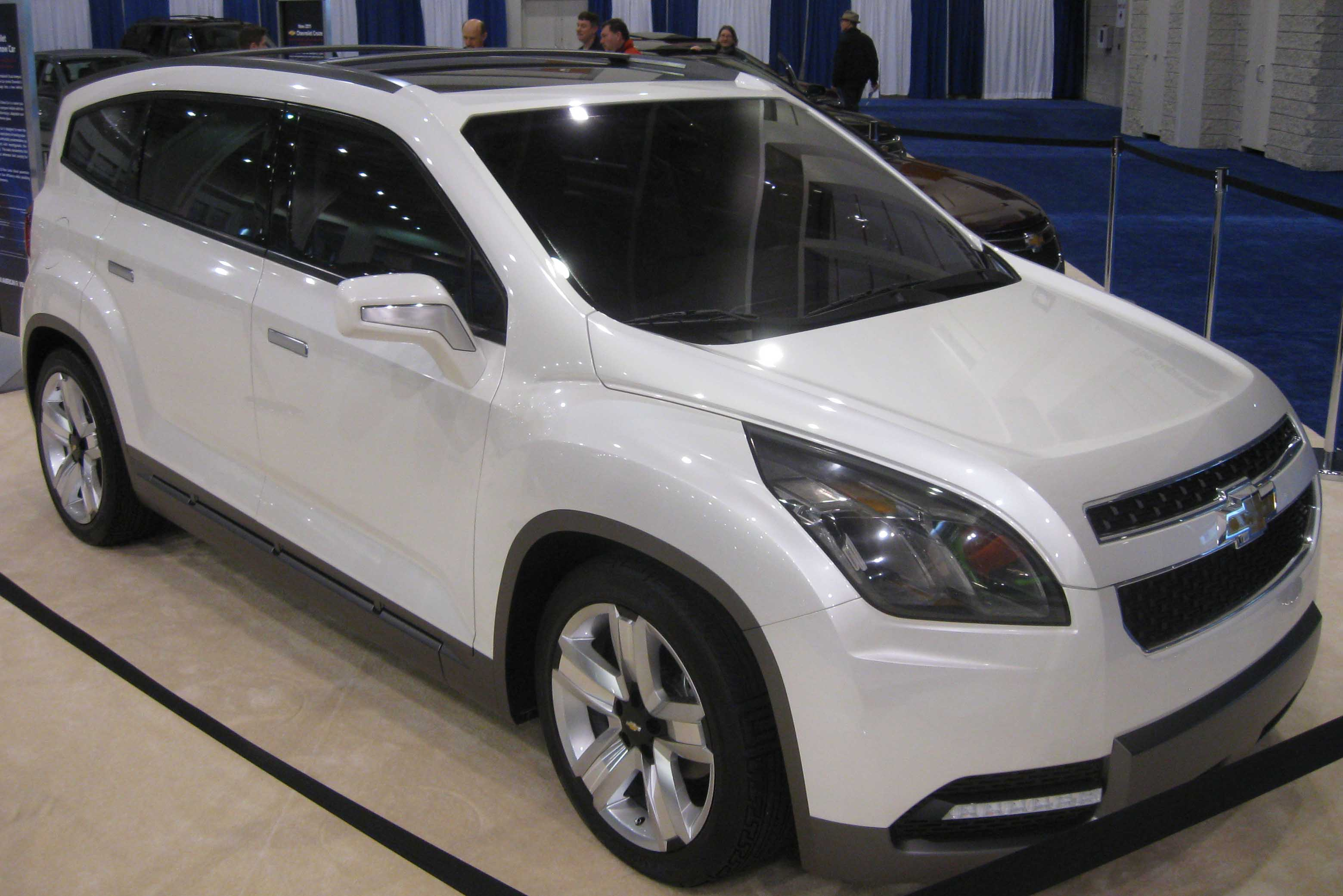
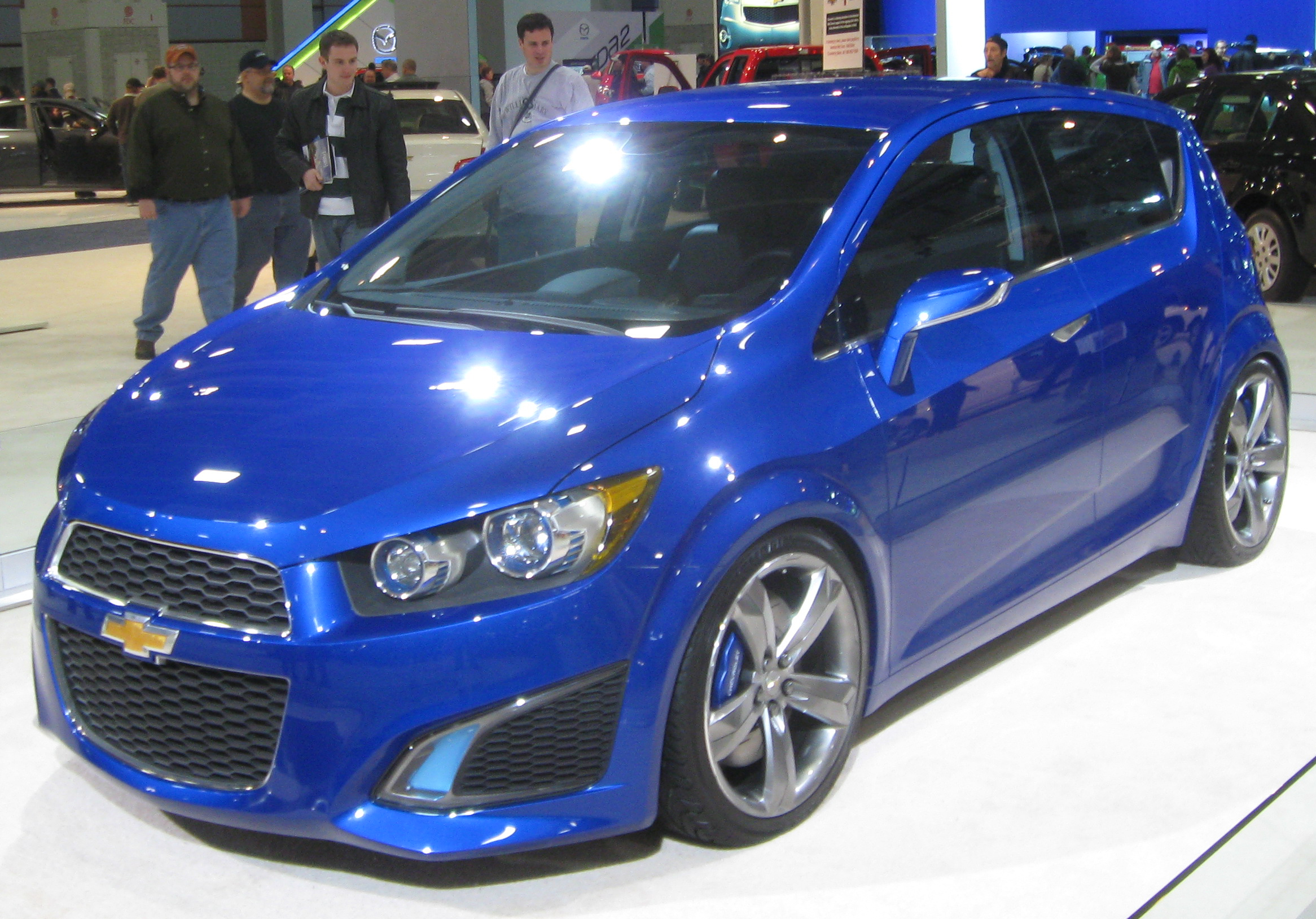
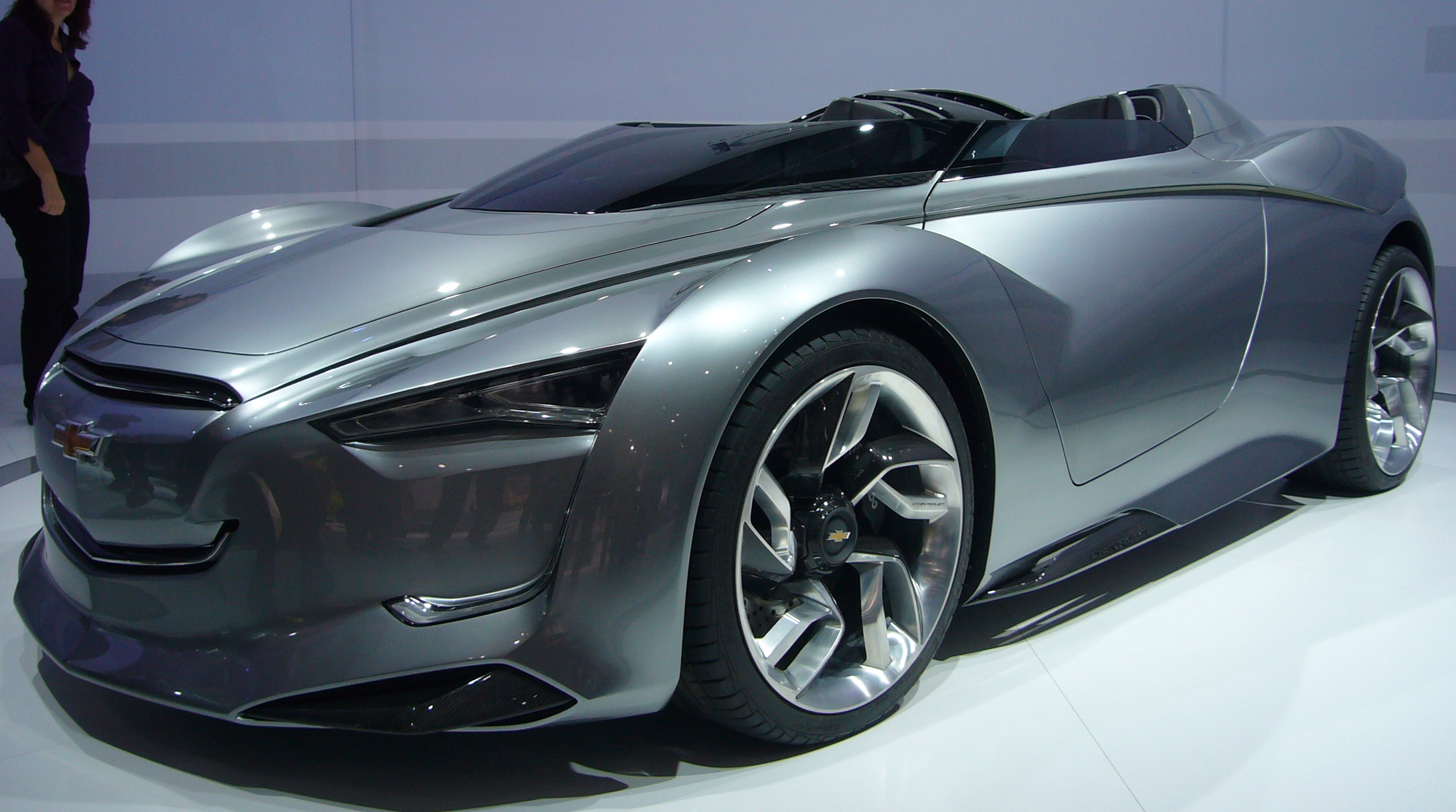